# Nonoxynol-9

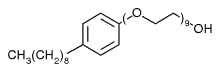
strukturní vzorec

Nonoxynol-9 (někdy zkráceně N-9) je organická sloučenina působící jako neionogenní tenzid (je členem skupiny nonoxynolových tenzidů). Je součástí různých čisticích a kosmetických přípravků. Také se často přidává do antikoncepčních produktů pro své spermicidní vlastnosti; toto použití je však kontroverzní, protože může způsobovat léze na pohlavních orgánech.
V minulosti byl nonoxyl-9 také prezentován jako prostředek pro prevenci pohlavně přenosných nemocí (sexually transmitted infections STI) a to včetně viru HIV, ale následné studie tento účinek vyvrátily[zdroj?]. Nonoxynol-9 může podráždit vagínu a konečník, což může zvýšit riziko nakažení HIV od infikovaného partnera, protože podrážděné sliznice umožňují virům snazší vstup do organismu. Toto zjištění vedlo americký Úřad pro kontrolu potravin a léčiv (FDA), aby vydal nařízení, že k produktům obsahujícím nonoxynol-9 jako spermicidní látku používanou v antikoncepčních gelech a kondomech, musí být přiloženo varování, že v žádném případě tato sloučenina nechrání před pohlavně přenosnými chorobami., Zároveň Světová zdravotnická organizace (WHO) ve svém prohlášení uvedla, že přípravky obsahující nonoxynol-9 nemohou být propagovány v prevenčních programech HIV/AIDS.

## Kondomy s N-9
V roce 2001 Světová zdravotnická organizace (WHO) vydala k otázce N-9 prohlášení, podle kterého kondomy s přísadou roztoku nonoxynolu 9 nebrání spolehlivě proti přenosu pohlavně přenosných onemocnění, nicméně použití kondomů s tímto přípravkem je lepší, než nepoužívání žádných kondomů.
Existuje však mnoho druhů kondomů a lubrikantů, které roztok nonoxynol-9 obsahují. [zdroj?]